# Veselivka, Hrîstînivka
Veselivka (în ucraineană Веселівка) este un sat în comuna Rozsișkî din raionul Hrîstînivka, regiunea Cerkasî, Ucraina.

## Demografie
Componența lingvistică a localității Veselivka
     Ucraineană (98,7%)
     Alte limbi (1,09%)
Conform recensământului din 2001, majoritatea populației localității Veselivka era vorbitoare de ucraineană (98,7%), existând în minoritate și vorbitori de alte limbi.